# Janoi Donacien
Janoi Donacien, né le 3 novembre 1993 à Castries (Sainte-Lucie), est un footballeur international saint-lucien qui évolue au poste de défenseur au Chesterfield FC.

## Biographie

### En club
Formé à Aston Villa, Janoi Donacien ne s'impose pas dans l'équipe, il est alors prêté dans des clubs de divisions inférieures.
Le 5 août 2017, Donacien est titularisé pour la première fois avec son club formateur à l'occasion de match de Premier League contre Arsenal (défaite 2-0). Le 5 décembre suivant, il dispute sa première rencontre de Ligue des champions contre le CSKA Moscou (victoire 2-1).
Le 25 janvier 2016, le défenseur rejoint Accrington Stanley.
Le 31 juillet 2018, il rejoint Ipswich Town.

### En sélection
Le 16 juin 2023, le défenseur fait ses débuts avec la Sainte-Lucie.

## Palmarès

### En club
Wycombe Wanderers
- Football League Two (1) :
  - Champion en 2018

 Ipswich Town
- Championship (D2)
  - Vice-champion en 2024.